# ジョー・ルイス
ジョー・ルイス（Joe Louis、1914年5月13日 - 1981年4月12日）は、アメリカ合衆国の元プロボクサー。アラバマ州ラファイエット出身。元WBA世界ヘビー級王者。ボクシング世界最多防衛記録保持者（防衛25)。

## 人物
- 全階級を通じて最多防衛記録である世界王座25回連続防衛の記録保持者であり、この記録は現在も破られていない（2019年11月30日に女子のセシリア・ブレークフスが並んだが、男子としては単独最多記録のままである）。また、世界戦でのKO勝利数は22勝と、2025年5月4日に井上尚弥に破られるまては77年に渡り最多だった。
- ジャック・ジョンソン以来、史上2人目の黒人の世界ヘビー級王者である。
- ニックネームはブラウン・ボマー（褐色の爆撃機）だが、他にもチョコレート・チョッパーやコーヒー色のKOキング、サファリ・サンドマンなど現在では人種差別的な文脈を含意するニックネームが付いていた。
- ボクサー現役の時から生涯にわたってゴルフに情熱を注いだが、ゴルフを始めたきっかけはエド・サリヴァンがルイスの妻にゴルフの教本を贈ったことである。
- 「逃げることはできても、隠れることは出来ない」「殴られるまでは、誰もが計画を持っている」という2つのボクシングの名言を残している。
- リング誌のファイター・オブ・ザ・イヤーを1936年、1938年、1939年、1941年の4度受賞している。同誌のファイト・オブ・ザ・イヤーも5度受賞している。また同誌の「史上最高のパンチャー100」では1位に選ばれている。
- ハンク・カプラン、バート・シュガー、テディ・アトラス、ジョージ・フォアマン、ジョー・フレージャーがルイスを史上最高のヘビー級ボクサーに選んでいる。

## 来歴

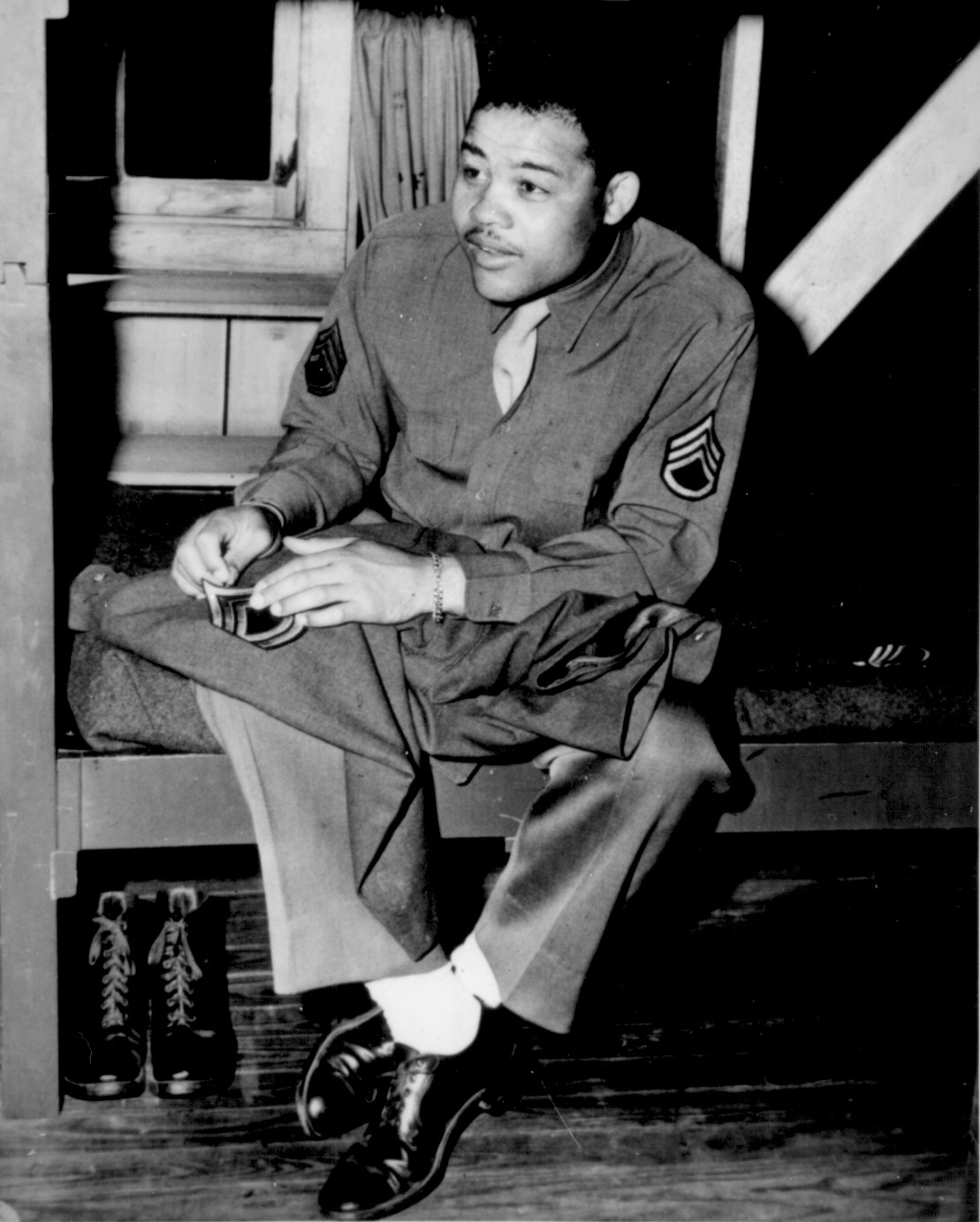
1945年

### 幼少期
ジョー・ルイスはアラバマ州ラファイエットで父マンロー・バローの息子として生まれる。父親はルイスが生まれてすぐ1916年に精神病院に収容されたためルイスは父親の記憶がほぼ無い。ルイスはまた言語障害に苦しみ、6歳近くまでほとんど話せなかった。1920年頃に母親が再婚、マンロー・バローが収容先で死亡したと知らせが届く（実際には1938年まで生きていた）。
1926年、第一次世界大戦後のアフリカ系アメリカ人の大移動で引っ越したミシガン州デトロイトで白人至上主義団体クー・クラックス・クランのメンバーから脅しを受ける。

### ジョー・ルイス
1932年初頭に17歳でアマチュアデビュー。ルイスはほとんど読み書きが出来なかったため、記入欄に名前のルイスを大きく書きすぎてしまい、本名の「Joseph」を書く余白が無くなったため「Joe」と記入し、それ以降ジョー・ルイスとして活動するようになったとされている。一方、母親にボクシングをやっていることを隠すために名前を省略したという説もある。アマチュア戦績は50勝4敗(43KO)。
地元デトロイトの黒人のノミ屋ジョン・ロックスボローから、黒人ボクサーが白人のマネージャーをつけても、いいように使われて搾取され食い物にされるだけだと口説かれ、ロックスボローをマネージャーにして1934年7月4日にプロデビューする。ロックスボローは一般的に使われるようになる前からブラック・パワーについて話すような男であったため、ルイスはボクシングコミッションからロックスボローと手を切り白人のマネージャーをつけるよう度々圧力を受けた。

### 黒人差別に対するメディア戦略
黒人が世界ヘビー級王座に挑戦することは公式には禁止されていなかったが、黒人差別が当たり前だった時代に白人の神経を逆なでし続けた黒人初の世界ヘビー級王者ジャック・ジョンソンが白人たちの間で嫌われていたことで、ジャクソンの後に続く新たな黒人世界ヘビー級王者の出現を白人たちは警戒していた。
そのためルイスとマネジメントは、ルイスの謙虚さとスポーツマンシップを目立たせて世に出ることで、ジョンソンの遺産を払拭して、世界ヘビー級王座挑戦への道を切り開こうとした。伝記作家ジェラルド・アスターは、「ジョー・ルイスの初期のボクシングのキャリアはジャック・ジョンソンの亡霊にしつこく付きまとわれていた」と書いている。
ルイスのマネジメントは、ジョンソンが偉そうな悪びれない態度と派手な暮らしぶりで大衆から大きな反発を買ったことを反面教師として、「白人の女性と一緒に写真を撮らない」「リングに倒れた対戦相手をあざ笑わない」「八百長試合に関与しない」「きれいに生きて、きれいに戦う」などのルイスの普段の振る舞いを管理する「7つの戒め」を作り、ルイスのメディアイメージを慎重かつ意図的に形作り続けた。その結果、ルイスは白人メディアでも、謙虚で清く正しい生き方をする人物として描かれ、ルイスの有名人としての地位を急速に促進した。
白人のマスメディアが気が進まないながらもルイスのことを記事にしたのは、1930年代半ばごろのボクシング界は市場性のあるヒーローを喉から手が出るほど必要としていた背景があった。1929年にジャック・デンプシーが引退して以来、ボクシングは、劣った選手、ギャンブル、八百長試合、無気力試合、犯罪組織による支配などが混じり合った薄汚い場所となっていた。ニューヨーク・タイムズのエドワード・ヴァン・ネスは、「ルイスはボクシングへの恩恵だ。デンプシーがボクシングを低迷から導いたのと同じように、ルイスはボクシングをスランプから導いている」と書き、同様に、伝記作家のビル・リビーは、「1935年にルイスがニューヨークに到着したとき、ボクシングは偉大なチャンピオンに飢えていた」と書いている。
1935年6月25日に元世界ヘビー級王者で身長205cm、体重120kgの巨人プリモ・カルネラにKO勝ちしたことでメディアから注目を集めるようになる。この試合はマックス・シュメリングとの対戦を見越して、政治的な側面が強調された試合で、大衆はカルネラをベニート・ムッソリーニ政権の象徴とし、ルイスの勝利をファシズムに対する勝利として見た。

### シュメリング第1戦
1936年6月19日、ニューヨーク州のヤンキー・スタジアムで元世界ヘビー級王者マックス・シュメリングと対戦した。シュメリングの出身国ドイツでアドルフ・ヒトラー率いるナチス党が政権を取り台頭していたことから、民主主義のアメリカとファシズムのドイツの政治的および社会的対立を具体化する対戦とも見られた。試合前はシュメリングは全盛期を過ぎて、ルイスにとって調整試合にすぎないと思われており、ルイスはキャンプ地で初めてプレイしたゴルフにはまって、あまりトレーニングをしていなかったと言われている。しかしシュメリングは映像を見て研究し、ルイスがジャブを打つ際にガードが下がる癖を見抜いており、ルイスは4回にジャブに右クロスをカウンターで合わされキャリア初となるダウンを奪われると、このカウンターを攻略することが出来ず完全にペースを握られ、12回にも2度目のダウンを奪われ、プロ25戦目にして初黒星となる12回KO負けを喫した。
試合を観戦に来ていた詩人で作家のラングストン・ヒューズは、「私がセブンスアベニューを歩いていたところ、子供のように泣いている男や、頭を抱えて歩道の縁石に座っている女を見た。ジョーがノックアウトされたというニュースが届けられた時、アメリカの至る所で人々は泣いた」とルイスの敗北に対するアメリカの反応を書いている。
一方、ドイツでは歓喜に湧き、ヒットラーはシュメリングの妻に、「あなたの夫であり我々の最も偉大なドイツ人ボクサーの素晴らしい勝利のために、私はあなたを心から祝福しなければならない」というメッセージを贈った。シュメリングも試合直後のインタビューでドイツのマスコミに「この瞬間、私はドイツに伝えなければならない。特に総統に報告する必要があります。全ての同胞の期待がこの戦いで私と一緒にいたこと、総統とその忠実な人々が私のことを思っていてくれたことを。この思いはこの戦いで成功する力を私に与えてくれました。ドイツ国旗のための勝利を勝ち取るための勇気と忍耐を私に与えてくれました」とコメントした。

### 世界ヘビー級王座獲得
シュメリングはルイスに勝利した後、世界ヘビー級王者ジェームス・J・ブラドックとの対戦交渉に入るが、ブラドック対ルイスの試合の方がファイトマネーが高額になることや、もしシュメリングが勝利して王座を獲得したときに、ナチス当局がシュメリングの挑戦者にアメリカ人ボクサーを許可しない可能性があったことで、ブラドックとの交渉は失敗に終わり、代わりにルイスがブラドックに挑戦することになった。
1937年6月22日、ルイスは世界ヘビー級王者ジェームス・J・ブラドックと対戦し、8回KO勝ちで王座獲得に成功した。

### シュメリング第2戦
この間にもナチス・ドイツはオーストリアをアンシュルスで併合するなど、他の西側諸国との間で緊張を高め、アメリカのマスメディアでも多くの反ドイツのプロパガンダを生み出していた。こういった影響もあり、シュメリングがアメリカで宿泊するホテル前ではルイス再戦前の数日間、反ナチスの抗議者が抗議活動を繰り広げ、シュメリングにも、途方もない数の憎しみのこもった脅迫の手紙が送りつけられ、試合でリングに入場する際には煙草の吸殻やゴミを投げつけられた。
シュメリングとの再戦の数週間前、ルイスはホワイトハウスのアメリカ大統領フランクリン・ルーズベルトを訪問し、「ジョー、ドイツを打ち負かすためには、君のような筋肉が必要なのだ」と激励を受けた。また、ルイスは、今回はキャンプ中にゴルフと女性を断ち、真剣にトレーニングに取り組んだ。
試合の数日前には、ニューヨーク州アスレチックコミッションが、シュメリングのマネージャーであるジョー・ジェイコブスが、シュメリングのセコンドに就くこと及び、控え室への入室を禁止した。さらに、いつもシュメリングのセコンドに就いていたドク・ケイシーも、世間からの悪評を恐れてセコンドを拒否した。このため、試合前の控え室でシュメリングは神経質になっていたが、一方のルイスは対照的に2時間の昼寝を取るなどリラックスしていた。
そして第二次世界大戦間近の1938年6月22日、マックス・シュメリングとの再戦が行われた。ヤンキー・スタジアムに70,043人の観衆を集め、1,015,012ドル（2021年の1950万ドル（約26億円）相当）のチケット売上があり、アメリカで7000万人、世界で1億人以上がラジオ中継を聴取した。試合は124秒の間に3度のダウンを奪ったルイスの圧勝に終わった。ルイスはこの勝利で、アメリカで主要な有名人となり、黒人としては最初の国民的英雄と考えられている。
シュメリングとの対戦にはアメリカとドイツとの政治的、社会的対立という側面と同様に人種的対立の側面もあったため、詩人で作家のマヤ・アンジェロウは、初戦でルイスがロープに詰められ敗北しそうだったときの悲観する心情を「私の人種がうめく。それは別のリンチであり、また別の黒人の男が木に吊るされる。これは世界の終わりかもしれない。もしジョーが敗れたら、私たちは奴隷制度に戻っても仕方がない。私たちがより低い種類の人間だという中傷はおそらく全て事実だったのだろう。類人猿よりも少し高いだけの」と回想していたが、再戦でルイスが勝利した際には「世界のチャンピオン。黒人の男の子。黒人の母親の息子。彼は世界で最も強い男だった。人々はアムブロシアー（ギリシア神話に登場する不死の力を持つ神々の食べ物）のようにコカ・コーラを飲み、クリスマスのようにキャンディーバーを食べた」と喜びを綴っている。アメリカの主流マスメディアのルイスの勝利への反応は肯定的だったが、中には当時のアメリカの暗示的な人種差別を反映しているものもあった。

### 第二次大戦
ルイスは1942年1月9日に海軍扶助協会のチャリティーでバディ・ベアと対戦し、47,000ドルの寄付金を集め、その翌日にアメリカ陸軍への入隊を志願した。1942年3月27日にも軍のチャリティーでエイブ・サイモンと対戦し、36,146ドルを集めた。
陸軍はルイスを戦場に送ることはせず、兵士の士気を高めるためシュガー・レイ・ロビンソンなど他の有名人たちと一緒に各地を回り、96試合のエキシビションを行った。
1945年4月9日に二等軍曹に昇進した。同年の9月23日には一般的な士気への計り知れない貢献があったとしてレジオン・オブ・メリットを授与された。
1945年10月1日に除隊。
除隊後に税金滞納などルイスの借金問題が浮上し、ボクシングを再開する。1946年6月19日にヤンキー・スタジアムに40,000人観衆を集めビリー・コンに8回KO勝ちし、ルイスは60万ドルのファイトマネーを稼いだ。しかし、勝利したもののルイスが全盛期を過ぎ衰えたことが明確になった。
1947年12月5日に33歳のベテランのジャーシー・ジョー・ウォルコットとマディソン・スクエア・ガーデンで対戦した。ウォルコットはオッズで1対10と圧倒的に不利予想だったが、ルイスは2度ダウンを奪われ大苦戦、関係者のほとんどがウォルコットが勝ったと思ったが、ルイスは疑惑の判定で勝利した。

### 引退
1948年6月25日にヤンキー・スタジアムに42,000人観衆を集めジャーシー・ジョー・ウォルコットとダイレクトリマッチで再戦を行い、3回にダウンを奪われるが、11回KO勝ちを収めた。
1949年3月1日にウォルコットとの再戦を最後の試合とし現役引退を発表。その後、各地をエキシビションで回った。しかし、アメリカ合衆国内国歳入庁がルイスの監査を完了すると、未納の税金と罰金が合わせて50万ドル以上あることがわかり、ルイスはボクシングに復帰するしかなかった。
1950年9月27日、36歳でボクシングに復帰。約2年ぶりの試合でイザード・チャールズと対戦するも15回判定負けを喫した。しかも試合はヤンキー・スタジアムで行われたが有料の観客は22,357人にしかすぎず、ルイスの報酬も100,458ドルにしかならなかった。
1951年10月26日、30万ドルの報酬で後に世界ヘビー級王者となるロッキー・マルシアノと対戦する。オッズでは6対5と僅差だったが、衰えが明らかなルイスが勝利すると予想したボクシング関係者はほとんどおらず、ルイスが重傷を負うことを心配した。ルイスは8回に1度目のダウンをし、さらに2度目のダウンでリング外に叩き出されると、レフェリーがノーカウントで即試合をストップし、8回TKO負けを喫した。この試合でルイスはボクシングを完全に引退したが、エキシビションは続け、1951年12月16日に台湾の台北で最後のエキシビションを行った。

### 晩年
引退後の1951年に米軍の慰問使節団の一員として日本を訪問している。
ルイスは引退するまでの間に460万ドル以上を稼いだとされているが、そのほとんどが搾取され、ルイスが受け取ったのはわずか80万ドルだけであった。それにもかかわらず、ルイスは高価な買い物や寄付をするなどして浪費、またレストラン、保険業、ソフトボールチームの運営、広告代理店、カフェ、馬の牧場などさまざまな事業に手を出すが全て失敗して金を使い果たした。その後はラスベガスのカジノホテルのシーザーズ・パレスでカジノ客相手の出迎え係を長く続けていたが、税金の支払いを100万ドル以上滞納し、母親のわずかな遺産も国税局に差し押さえられるほど経済的に困窮したことで、ルイスは1956年からプロレスラーとしてリングに上った。心臓を悪くしてプロレスラーを続けられなくなると今度はプロレスのレフェリーとして1972年まで活動した。
晩年は麻薬に溺れ、1969年にコカインの使用で倒れ、1970年には偏執病のため家族によってコロラド精神病院とデンバーの退役軍人局病院に入院させられた。
1981年4月12日、ラスベガス近くのデザートスプリングス病院で心筋梗塞の為に逝去。66歳没。ボクサー時代の偉大な功績を称えられ、ワシントンD.C.にあるアーリントン国立墓地に埋葬された。

## 個人生活
マックス・シュメリングとは対戦後に友人となり、晩年ルイスが経済的に困窮すると援助を受け、ルイスが死去した際には葬儀代の一部をシュメリングが支払った。
1979年にミシガン州デトロイトに、ジョー・ルイス・アリーナという競技場が建てられた。
死後の1982年8月26日に議会名誉黄金勲章を授与された。1986年10月16日にはデトロイトにルイスの拳を模したモニュメントが作られた。2010年2月27日にはアラバマにルイスの銅像が建てられた。

### 結婚
最初の妻マルバ・トロッターとは子供2人を儲けたが1945年3月に離婚。1年後に再婚するが1949年2月に再び離婚した。1955年のクリスマスの日にローズ・モーガンと結婚したが1958年に離婚した。1959年の聖パトリックの日にマーサ・ジェファーソンと結婚した。この他にもルイスはエドナ・メイ・ハリスやレナ・ホーンと不倫関係にあった。

## プロゴルフ
ルイスの情熱はゴルフにも注がれ、これがゴルフ史に重要な役割を果たした。長年にわたり熱狂的なスポーツファンであり、1936年のシュメリングと最初の対戦をする以前よりゴルフを嗜んでいた。1952年、サンディエゴオープンにアマチュアとしてスポンサー枠で招待され、PGAツアーでプレーした最初のアフリカ系アメリカ人となった。当時の規約ではメンバーは白人 (Caucasian) に限るとされており、PGA（全米プロゴルフ協会）は当初ルイスの出場に難色を示した。だがルイスの名声は素晴らしく、ついには件の内規削除の検討が始められることになった。実際にPGA憲章から「白人のみ」の条項が削除されるのには1961年11月まで待たなければならなかったが、これにより第一世代の黒人プロゴルファー（例えばカルビン・ピート）に道筋をつけた。ルイスはビル・スピラー、テッド・ローズ、ハワード・ウィーラー、ジェームズ・ブラック、クライド・マーチン、チャーリー・シフォードといった初期の黒人プロゴルファーに対して資金援助も行った。また、恵まれない子供達にゴルフを知る機会を与える慈善活動を行う「ファーストティー (The First Tee)」設立にも尽力し、ルイスの息子であるジョー・ルイス・バローJr. が現在もこの団体の統轄を行っている。
2009年、米国PGAは現役当時にメンバーとなれなかったプロゴルファーであるテッド・ローズ、ジョン・シッペン、ビル・スピラーの3人に対して、メンバー資格を当時に遡って与えた。また、ルイスに対しても名誉メンバー資格を与えた。

## 戦績
- プロボクシング：69戦66勝52KO3敗

## 獲得タイトル
- WBA世界ヘビー級（防衛25）